# Sergio Canales
Sergio Canales Madrazo  (* 16. Februar 1991 in Santander, Kantabrien) ist ein spanischer Fußballspieler. Der Mittelfeldspieler steht aktuell bei CF Monterrey in Mexiko unter Vertrag.

## Vereinskarriere
Canales begann seine Karriere als Zehnjähriger in der Jugend seines Heimatvereins Racing Santander.
Im Jahr 2006 war er ein wichtiger Bestandteil in einem Spielertausch zwischen Santander und Deportivo La Coruña. Depor wollte zu dieser Zeit unbedingt den israelischen Torhüter Dudu Aouate verpflichten, Santander im Gegenzug die Rückkehr von Pedro Munitis einleiten. Man konnte sich jedoch lange nicht über die Transfermodalitäten einigen, wodurch eine Transferposse anbrach. Im Endeffekt wurden die Rechte von insgesamt acht Spielern beider Teams verschoben, um den Wechsel zu ermöglichen. Unter anderem gab Santander dabei 50 Prozent der Transferrechte seines Jugendspielers Canales an Deportivo ab.
In Folge unterschrieb Canales in Santander einen Vertrag bis 2010 und stieg zur Spielzeit 2008/09 in die Profimannschaft auf. Am 18. September 2008 gab er sein Profi-Debüt beim 1:0-Sieg im UEFA-Pokal 2008/09 gegen den finnischen Verein FC Honka. Am 5. Oktober 2008 folgte sein erster Einsatz in der Primera División im Rahmen eines 1:0-Auswärtssieges bei CA Osasuna. Insgesamt absolvierte er in der Spielzeit 2008/09 acht Pflichtspiele für Racing Santander. In der darauffolgenden Saison 2009/10 avancierte er mit 26 Ligaeinsätzen und sechs Torerfolgen zu einem der „Shooting-Stars“ der Primera División.
Zur Saison 2010/11 wechselte Canales zum spanischen Rekordmeister Real Madrid. Er unterschrieb einen Vertrag bis Sommer 2016. In der spanischen Hauptstadt konnte sich Canales jedoch nicht durchsetzen. Zur Saison 2011/12 wechselte er daher auf Leihbasis zum FC Valencia. In Valencia war Canales Stammspieler, bis er sich Ende Oktober 2011 einen Kreuzbandriss zuzog. Kurz nach seinem Comeback im April 2012 riss er sich das Kreuzband erneut. Dennoch wurde er nach Ablauf seines Leihvertrages in der Sommerpause 2012 fest vom FC Valencia unter Vertrag genommen.
Am 31. Januar 2014 wechselte Canales zu Real Sociedad. Er unterschrieb einen Vertrag bis zum 30. Juni 2018.
Im Sommer 2018 wechselte Canales ablösefrei zu Betis Sevilla.
Nach 5 Jahren in Sevilla wechselte er Ende Juli 2023 nach Mexiko zu CF Monterrey.

## Nationalmannschaft
Als Mitglied der spanischen U17-Nationalmannschaft wurde er 2008 in der Türkei U17-Europameister. 2008 nahm er mit der U18-Nationalmannschaft an der Copa del Atlántico in seinem Heimatland teil, welche er ebenfalls mit der Mannschaft gewinnen konnte. Er wurde zum besten Spieler des Turniers gewählt. Mit der U19-Nationalmannschaft schied er bei der U19-Europameisterschaft 2009 bereits in der Vorrunde aus, erreichte jedoch ein Jahr später er bei der U19-EM in Frankreich das Finale.
Ende März 2019 debütierte Canales beim 2:1-Sieg gegen Norwegen in der EM-Qualifikation in der A-Nationalmannschaft.

## Titel und Erfolge
Verein
- Spanischer Pokalsieger: 2011 (Real Madrid), 2022 (Betis Sevilla)

Nationalmannschaft
- U17-Europameister: 2008
- U21-Europameister: 2013
- UEFA-Nations-League-Sieger: 2023
- Gewinner des Copa del Atlántico: 2008
- Bester Spieler der Copa del Atlántico: 2008